# Globus d'Or a la millor pel·lícula musical o còmica
El Globus d'Or a la millor pel·lícula musical o còmica (Best Motion Picture - Musical or Comedy) és un premi de Cinema que s'atorga anualment des de 1952 per la Hollywood Foreign Press Association.

## Dècada de 1950
| Any  | Pel·lícula                      | Director/s                 | Productor/s                         |
| ---- | ------------------------------- | -------------------------- | ----------------------------------- |
| 1952 | Un americà a París              | Vincente Minnelli          | Arthur Freed                        |
| 1953 | With A Song In My Heart         | Walter Lang                | Lamar Trotti                        |
| 1953 | El fabulós Andersen             | Charles Vidor              | Samuel Goldwyn                      |
| 1953 | I'll See You in My Dreams       | Michael Curtiz             | Louis F. Edelman                    |
| 1953 | Cantant sota la pluja           | Stanley Donen i Gene Kelly | Arthur Freed                        |
| 1953 | Stars and Stripes Forever       | Henry Koster               | Lamar Trotti                        |
| 1954 | No atorgat                      | No atorgat                 | No atorgat                          |
| 1955 | Carmen Jones                    | Otto Preminger             | Otto Preminger                      |
| 1956 | Guys and Dolls                  | Joseph L. Mankiewicz       | Samuel Goldwyn                      |
| 1957 | The King and I                  | Walter Lang                | Charles Brackett i Darryl F. Zanuck |
| 1957 | Bus Stop                        | Joshua Logan               | Buddy Adler                         |
| 1957 | The Opposite Sex                | David Miller               | Joe Pasternak                       |
| 1957 | The Solid Gold Cadillac         | Richard Quine              | Fred Kohlmar                        |
| 1957 | The Teahouse of the August Moon | Daniel Mann                | Jack Cummings                       |
| 1958 | Les Girls                       | George Cukor               | Saul Chaplin i Sol C. Siegel        |
| 1958 | Don't Go Near the Water         | Charles Walters            | Lawrence Weingarten                 |
| 1958 | Love in the Afternoon           | Billy Wilder               | Billy Wilder                        |
| 1958 | Pal Joey                        | George Sidney              | Fred Kohlmar                        |
| 1958 | Silk Stockings                  | Rouben Mamoulian           |                                     |

| Any  | Comèdia               | Director/s      | Productor/s      | Musical       | Director/s                    | Productor/s                                                      |
| ---- | --------------------- | --------------- | ---------------- | ------------- | ----------------------------- | ---------------------------------------------------------------- |
| 1959 | La tia Mame           | Morton DaCosta  | Morton DaCosta   | Gigí          | Vincente Minnelli             | Arthur Freed                                                     |
| 1959 | Bell, Book and Candle | Richard Quine   | Julian Blaustein | Damn Yankees  | George Abbott i Stanley Donen | George Abbott, Stanley Donen, Robert E. Griffith i Harold Prince |
| 1959 | Indiscreet            | Stanley Donen   | Norman Krasna    | South Pacific | Joshua Logan                  | Buddy Adler                                                      |
| 1959 | Me and the Colonel    | Peter Glenville | William Goetz    | tom thumb     | George Pal                    | George Pal                                                       |
| 1959 | The Perfect Furlough  | Blake Edwards   | Robert Arthur    |               |                               |                                                                  |

## Dècada de 1960
| Any  | Comèdia                      | Director/s                   | Productor/s                                                  | Musical                              | Director/s                   | Productor/s                    |
| ---- | ---------------------------- | ---------------------------- | ------------------------------------------------------------ | ------------------------------------ | ---------------------------- | ------------------------------ |
| 1960 | Ningú no és perfecte         | Billy Wilder                 | Billy Wilder                                                 | Porgy and Bess                       | Otto Preminger               | Samuel Goldwyn                 |
| 1960 | But Not for Me               | Walter Lang                  | William Perlberg i George Seaton                             | The Five Pennies                     | Melville Shavelson           | Jack Rose                      |
| 1960 | Operation Petticoat          | Blake Edwards                | Robert Arthur                                                | Li'l Abner                           | Melvin Frank                 | Norman Panama                  |
| 1960 | Pillow Talk                  | Michael Gordon               | Ross Hunter i Martin Melcher                                 | A Private's Affair                   |                              |                                |
| 1960 | Who Was That Lady?           | George Sidney                | Norman Krasna                                                | Say One for Me                       |                              |                                |
| 1961 | L'apartament                 | Billy Wilder                 | Billy Wilder                                                 | Cançó immortal                       | George Cukor i Charles Vidor | William Goetz                  |
| 1961 | The Facts of Life            | Melvin Frank i Norman Panama | Melvin Frank i Norman Panama                                 | Bells Are Ringing                    | Vincente Minnelli            | Arthur Freed                   |
| 1961 | The Grass Is Greener         | Stanley Donen                | Stanley Donen i James H. Ware                                | Can-Can                              | Walter Lang                  | Saul Chaplin i Jack Cummings   |
| 1961 | It Started in Naples         | Melville Shavelson           | Jack Rose                                                    | El multimilionari                    | George Cukor                 | Jerry Wald                     |
| 1961 | El nostre home a l'Havana    | Carol Reed                   | Carol Reed                                                   | Pepe                                 | George Sidney                | George Sidney                  |
| 1962 | A Majority of One            | Mervyn LeRoy                 |                                                              | West Side Story                      | Jerome Robbins i Robert Wise | Robert Wise                    |
| 1962 | Esmorzar amb diamants        | Blake Edwards                | Martin Jurow i Richard Shepherd                              | Babes in Toyland                     | Jack Donohue                 | Walt Disney                    |
| 1962 | One, Two, Three              | Billy Wilder                 | Billy Wilder                                                 | Promeses sense promès                | Henry Koster                 | Ross Hunter                    |
| 1962 | The Parent Trap              | David Swift                  | Walt Disney i George Golitzen                                |                                      |                              |                                |
| 1962 | Un gàngster per a un miracle | Frank Capra                  | Frank Capra                                                  |                                      |                              |                                |
| 1963 | That Touch of Mink           | Delbert Mann                 | Robert Arthur, Martin Melcher, Edward Muhl i Stanley Shapiro | The Music Man                        | Morton DaCosta               | Morton DaCosta                 |
| 1963 | The Best of Enemies          |                              |                                                              | Billy Rose's Jumbo                   | Charles Walters              | Martin Melcher i Joe Pasternak |
| 1963 | Boys' Night Out              | Michael Gordon               | Martin Ransohoff                                             | Girls! Girls! Girls!                 | Norman Taurog                | Hal B. Wallis                  |
| 1963 | If a Man Answers             | Henry Levin                  | Ross Hunter                                                  | Gypsy                                | Mervyn LeRoy                 | Mervyn LeRoy                   |
| 1963 | Period of Adjustment         | George Roy Hill              | Lawrence Weingarten                                          | El meravellós món dels germans Grimm | Henry Levin i George Pal     | George Pal                     |

| Any  | Pel·lícula                                     | Director/s           | Productor/s                                                                          |
| ---- | ---------------------------------------------- | -------------------- | ------------------------------------------------------------------------------------ |
| 1964 | Tom Jones                                      | Tony Richardson      | Michael Balcon, Michael Holden, Oscar Lewenstein i Tony Richardson                   |
| 1964 | Bye Bye Birdie                                 | George Sidney        | Irving Brecher i Michael Stewart                                                     |
| 1964 | Irma la Douce                                  | Billy Wilder         | Edward L. Alperson, I.A.L. Diamond, Doane Harrison, Alexandre Trauner i Billy Wilder |
| 1964 | El món és boig, boig, boig                     | Stanley Kramer       | Stanley Kramer                                                                       |
| 1964 | A Ticklish Affair                              |                      |                                                                                      |
| 1964 | Under the Yum Yum Tree                         | David Swift          | David Swift                                                                          |
| 1965 | My Fair Lady                                   | George Cukor         | Jack Warner                                                                          |
| 1965 | Father Goose                                   | Ralph Nelson         | Robert Arthur                                                                        |
| 1965 | Mary Poppins                                   | Robert Stevenson     | Walt Disney                                                                          |
| 1965 | The Unsinkable Molly Brown                     | Charles Walters      | Lawrence Weingarten                                                                  |
| 1965 | The World of Henry Orient                      | George Roy Hill      | Jerome Hellman                                                                       |
| 1966 | Somriures i llàgrimes                          | Robert Wise          | Robert Wise                                                                          |
| 1966 | Cat Ballou                                     | Elliot Silverstein   | Walter Newman                                                                        |
| 1966 | The Great Race                                 | Blake Edwards        | Martin Jurow                                                                         |
| 1966 | Those Magnificent Men in Their Flying Machines | Ken Annakin          | Stan Margulies                                                                       |
| 1966 | A Thousand Clowns                              | Fred Coe             | Fred Coe                                                                             |
| 1967 | Que vénen els russos!                          | Norman Jewison       | Norman Jewison                                                                       |
| 1967 | Golfus de Roma                                 | Richard Lester       | Melvin Frank                                                                         |
| 1967 | Gambit                                         | Ronald Neame         | Leo L. Fuchs                                                                         |
| 1967 | Not with My Wife, You Don't!                   | Norman Panama        | Norman Panama                                                                        |
| 1967 | Ara ja ets tot un home                         | Francis Ford Coppola | Phil Feldman                                                                         |
| 1968 | El graduat                                     | Mike Nichols         | Joseph E. Levine i Lawrence Turman                                                   |
| 1968 | Camelot                                        | Joshua Logan         | Jack Warner                                                                          |
| 1968 | Doctor Dolittle                                | Richard Fleischer    | Arthur P. Jacobs                                                                     |
| 1968 | L'amansiment de la fúria                       | Franco Zeffirelli    |                                                                                      |
| 1968 | Thoroughly Modern Millie                       | George Roy Hill      | Ross Hunter                                                                          |
| 1969 | Oliver!                                        | Carol Reed           | John Woolf                                                                           |
| 1969 | La vall de l'arc iris                          | Francis Ford Coppola | Joseph Landon                                                                        |
| 1969 | Funny Girl                                     | William Wyler        | Ray Stark                                                                            |
| 1969 | L'estranya parella                             | Gene Saks            | Howard W. Koch                                                                       |
| 1969 | Teus, meus i nostres (Yours, Mine and Ours)    | Melville Shavelson   | Robert F. Blumofe                                                                    |

## Dècada de 1970
| Any  | Pel·lícula                                 | Director/s                 | Productor/s                                       |
| ---- | ------------------------------------------ | -------------------------- | ------------------------------------------------- |
| 1970 | El secret de Santa Vittoria                | Stanley Kramer             | George Glass i Stanley Kramer                     |
| 1970 | Cactus Flower                              | Gene Saks                  | M.J. Frankovich                                   |
| 1970 | Goodbye, Columbus                          | Larry Peerce               | Stanley R. Jaffe                                  |
| 1970 | Hello, Dolly!                              | Gene Kelly                 | Ernest Lehman                                     |
| 1970 | Paint Your Wagon                           | Joshua Logan               | Alan Jay Lerner                                   |
| 1971 | M*A*S*H                                    | Robert Altman              | Ingo Preminger                                    |
| 1971 | Darling Lili                               | Blake Edwards              | Blake Edwards                                     |
| 1971 | Diary of a Mad Housewife                   | Frank Perry                | Frank Perry                                       |
| 1971 | Lovers and Other Strangers                 | Cy Howard                  | David Susskind                                    |
| 1971 | Scrooge                                    | Ronald Neame               | Robert H. Solo                                    |
| 1972 | El violinista a la teulada                 | Norman Jewison             | Norman Jewison                                    |
| 1972 | El xicot                                   | Ken Russell                | Harry Benn i Ken Russell                          |
| 1972 | Kotch                                      | Jack Lemmon                |                                                   |
| 1972 | A New Leaf                                 | Elaine May                 | Hillard Elkins                                    |
| 1972 | Plaza Suite                                | Arthur Hiller              | Howard W. Koch                                    |
| 1973 | Cabaret                                    | Bob Fosse                  | Cy Feuer                                          |
| 1973 | Avanti!                                    | Billy Wilder               | Billy Wilder                                      |
| 1973 | Les papallones són lliures                 | Milton Katselas            | M.J. Frankovich                                   |
| 1973 | 1776                                       | Peter H. Hunt              | Jack Warner                                       |
| 1973 | Viatges amb la meva tia                    | George Cukor               | James Cresson i Robert Fryer                      |
| 1974 | American Graffiti                          | George Lucas               | Francis Ford Coppola i Gary Kurtz                 |
| 1974 | Jesus Christ Superstar                     | Norman Jewison             | Norman Jewison, Patrick Palmer i Robert Stigwood  |
| 1974 | Paper Moon                                 | Peter Bogdanovich          | Peter Bogdanovich i Frank Marshall                |
| 1974 | Tom Sawyer                                 | Don Taylor                 | Frank Capra Jr. i Arthur P. Jacobs                |
| 1974 | A Touch of Class                           | Melvin Frank               | Melvin Frank                                      |
| 1975 | The Longest Yard                           | Robert Aldrich             | Albert S. Ruddy                                   |
| 1975 | The Front Page                             | Billy Wilder               | Paul Monash                                       |
| 1975 | Harry and Tonto                            | Paul Mazursky              | Paul Mazursky                                     |
| 1975 | The Little Prince                          | Stanley Donen              | Stanley Donen                                     |
| 1975 | Els tres mosqueters (The Three Musketeers) | Richard Lester             | Alexander Salkind, Ilya Salkind i Pierre Spengler |
| 1976 | The Sunshine Boys                          | Herbert Ross               | Ray Stark                                         |
| 1976 | Funny Lady                                 | Herbert Ross               | Ray Stark                                         |
| 1976 | The Return of the Pink Panther             | Blake Edwards              | Blake Edwards                                     |
| 1976 | Xampú                                      | Hal Ashby                  | Warren Beatty                                     |
| 1976 | Tommy                                      | Ken Russell                | Ken Russell i Robert Stigwood                     |
| 1977 | Ha nascut una estrella                     | Frank Pierson              | Jon Peters                                        |
| 1977 | Bugsy Malone                               | Alan Parker                | Alan Marshall                                     |
| 1977 | La Pantera Rosa torna a atacar             | Blake Edwards              | Blake Edwards                                     |
| 1977 | The Ritz                                   | Richard Lester             |                                                   |
| 1977 | Silent Movie                               | Mel Brooks                 | Michael Hertzberg                                 |
| 1978 | La noia de l'adéu                          | Herbert Ross               | Ray Stark                                         |
| 1978 | Annie Hall                                 | Woody Allen                | Charles H. Joffe                                  |
| 1978 | High Anxiety                               | Mel Brooks                 | Mel Brooks                                        |
| 1978 | New York, New York                         | Martin Scorsese            | Robert Chartoff i Irwin Winkler                   |
| 1978 | Febre del dissabte nit                     | John Badham                | Robert Stigwood                                   |
| 1979 | El cel pot esperar                         | Warren Beatty i Buck Henry | Warren Beatty                                     |
| 1979 | California Suite                           | Herbert Ross               | Ray Stark                                         |
| 1979 | Foul Play                                  | Colin Higgins              | Edward K. Milkins i Thomas L. Miller              |
| 1979 | Grease                                     | Randal Kleiser             | Allan Carr i Robert Stigwood                      |
| 1979 | Movie Movie                                | Stanley Donen              | Stanley Donen                                     |

## Dècada de 1980
| Any  | Pel·lícula                          | Director/s                                | Productor/s                                                  |
| ---- | ----------------------------------- | ----------------------------------------- | ------------------------------------------------------------ |
| 1980 | Primera volada                      | Peter Yates                               | Steve Tesich                                                 |
| 1980 | Being There                         | Hal Ashby                                 | Andrew Braunsberg                                            |
| 1980 | Hair                                | Milos Forman                              | Michael Butler i Lester Persky                               |
| 1980 | The Rose                            | Mark Rydell                               | Anthony Ray, Aaron Russo i Marvin Worth                      |
| 1980 | 10, la dona perfecta                | Blake Edwards                             | Tony Adams i Blake Edwards                                   |
| 1981 | Coal Miner's Daughter               | Michael Apted                             | Bernard Schwartz                                             |
| 1981 | Airplane!                           | Jim Abrahams, David Zucker i Jerry Zucker | Jon Davison i Howard W. Koch                                 |
| 1981 | Fame                                | Alan Parker                               | David De Silva i Alan Marshall                               |
| 1981 | The Idolmaker                       | Taylor Hackford                           | Gene Kirkwood i Howard W. Koch Jr.                           |
| 1981 | Melvin and Howard                   | Jonathan Demme                            | Art Linson i Don Phillips                                    |
| 1982 | Arthur, el solter d'or              | Steve Gordon                              | Steve Gordon                                                 |
| 1982 | The Four Seasons                    | Alan Alda                                 | Martin Bergman                                               |
| 1982 | Diners caiguts del cel              | Herbert Ross                              | Nora Kaye, Rick McCallum i Herbert Ross                      |
| 1982 | S.O.B.                              | Blake Edwards                             | Tony Adams i Blake Edwards                                   |
| 1982 | Zoot Suit                           | Luis Valdez                               | Peter Burrell                                                |
| 1983 | Tootsie                             | Sydney Pollack                            | Sydney Pollack i Dick Richards                               |
| 1983 | The Best Little Whorehouse in Texas | Colin Higgins                             | Robert L. Boyett i Colin Higgins                             |
| 1983 | Diner                               | Barry Levinson                            | Jerry Weintraub                                              |
| 1983 | El meu any preferit                 | Richard Benjamin                          | Michael Gruskoff                                             |
| 1983 | Victor Victoria                     | Blake Edwards                             | Tony Adams i Blake Edwards                                   |
| 1984 | Yentl                               | Barbra Streisand                          | Larry DeWaay, Rusty Lemorande i Barbra Streisand             |
| 1984 | The Big Chill                       | Lawrence Kasdan                           | Michael Shamberg                                             |
| 1984 | Flashdance                          | Adrian Lyne                               | Jerry Bruckheimer i Don Simpson                              |
| 1984 | Trading Places                      | John Landis                               | George Folsey Jr., Aaron Russo, Irwin Russo i Sam Williams   |
| 1984 | Zelig                               | Woody Allen                               | Robert Greenhut                                              |
| 1985 | Darrere el cor verd                 | Robert Zemeckis                           | Michael Douglas                                              |
| 1985 | Beverly Hills Cop                   | Martin Brest                              | Jerry Bruckheimer i Don Simpson                              |
| 1985 | Els caçafantasmes (Ghostbusters)    | Ivan Reitman                              | Bernie Brillstein i Ivan Reitman                             |
| 1985 | Micki + Maude                       | Blake Edwards                             | Tony Adams, Lou Antonio, Trish Caroselli i Jonathan D. Krane |
| 1985 | Splash                              | Ron Howard                                | Brian Grazer                                                 |
| 1986 | L'honor dels Prizzi                 | John Huston                               | John Foreman                                                 |
| 1986 | Back to the Future                  | Robert Zemeckis                           | Neil Canton i Bob Gale                                       |
| 1986 | A Chorus Line                       | Richard Attenborough                      | Cy Feuer                                                     |
| 1986 | Cocoon                              | Ron Howard                                | David Brown i Richard D. Zanuck                              |
| 1986 | La rosa porpra del Caire            | Woody Allen                               | Robert Greenhut                                              |
| 1987 | Hannah i les seves germanes         | Woody Allen                               | Robert Greenhut                                              |
| 1987 | Crimes of the Heart                 | Bruce Beresford                           | Freddie Fields                                               |
| 1987 | Down and Out in Beverly Hills       | Paul Mazursky                             | Pato Guzman i Paul Mazursky                                  |
| 1987 | Little Shop of Horrors              | Frank Oz                                  | David Geffen                                                 |
| 1987 | Peggy Sue es va casar               | Francis Ford Coppola                      | Paul R. Gurian                                               |
| 1988 | Esperança i glòria                  | John Boorman                              | John Boorman i Michael Dryhurst                              |
| 1988 | Baby Boom                           | Charles Shyer                             | Bruce A. Block i Nancy Meyers                                |
| 1988 | Broadcast News                      | James L. Brooks                           | James L. Brooks                                              |
| 1988 | Dirty Dancing                       | Emile Ardolino                            | Linda Gottlieb                                               |
| 1988 | Moonstruck                          | Norman Jewison                            | Norman Jewison                                               |
| 1989 | Working Girl                        | Mike Nichols                              | Douglas Wick                                                 |
| 1989 | Big                                 | Penny Marshall                            | James L. Brooks i Robert Greenhut                            |
| 1989 | Un peix anomenat Wanda              | Charles Crichton                          | Michael Shamberg                                             |
| 1989 | Midnight Run                        | Martin Brest                              | Martin Brest                                                 |
| 1989 | Who Framed Roger Rabbit             | Richard Williams i Robert Zemeckis        | Frank Marshall i Robert Watts                                |
| 1990 | Tot passejant Miss Daisy            | Bruce Beresford                           | Lili Fini Zanuck i Richard D. Zanuck                         |
| 1990 | The Little Mermaid                  | Ron Clements i John Musker                | Howard Ashman, Ron Clements i John Musker                    |
| 1990 | Shirley Valentine                   | Lewis Gilbert                             | Lewis Gilbert                                                |
| 1990 | La guerra dels Rose                 | Danny DeVito                              | James L. Brooks i Arnon Milchan                              |
| 1990 | When Harry Met Sally...             | Rob Reiner                                | Rob Reiner i Andrew Scheinman                                |

## Dècada de 1990
| Any  | Pel·lícula                   | Director/s                      | Productor/s                                                                                  |
| ---- | ---------------------------- | ------------------------------- | -------------------------------------------------------------------------------------------- |
| 1991 | Matrimoni de conveniència    | Peter Weir                      | Peter Weir                                                                                   |
| 1991 | Dick Tracy                   | Warren Beatty                   | Warren Beatty                                                                                |
| 1991 | Ghost                        | Jerry Zucker                    | Steven-Charles Jaffe, Lauren Ray i Bruce Joel Rubin                                          |
| 1991 | Home Alone                   | Chris Columbus                  | John Hughes                                                                                  |
| 1991 | Pretty Woman                 | Garry Marshall                  | Laura Ziskin                                                                                 |
| 1992 | Beauty and the Beast         | Gary Trousdale i Kirk Wise      | Don Hahn                                                                                     |
| 1992 | City Slickers                | Ron Underwood                   | Billy Crystal i Irby Smith                                                                   |
| 1992 | The Commitments              | Alan Parker                     | Lynda Myles i Roger Randall-Cutler                                                           |
| 1992 | The Fisher King              | Terry Gilliam                   | Debra Hill, Tony Mark i Lynda Obst                                                           |
| 1992 | Tomàquets verds fregits      | Jon Avnet                       | Jon Avnet i Norman Lear                                                                      |
| 1993 | El joc de Hollywood          | Robert Altman                   | David Brown, Michael Tolkin i Nick Wechsler                                                  |
| 1993 | Aladdin                      | Ron Clements i John Musker      | Ron Clements i John Musker                                                                   |
| 1993 | Un abril màgic               | Mike Newell                     | Matthew Hamilton, Simon Relph, Ann Scott i Mark Shivas                                       |
| 1993 | Lluna de mel per a tres      | Andrew Bergman                  | Mike Lobell                                                                                  |
| 1993 | Sister Act                   | Emile Ardolino                  | Scott Rudin i Teri Schwartz                                                                  |
| 1994 | Mrs. Doubtfire               | Chris Columbus                  |                                                                                              |
| 1994 | Dave                         | Ivan Reitman                    | Ivan Reitman i Lauren Shuler-Donner                                                          |
| 1994 | Molt soroll per no res       | Kenneth Branagh                 | Kenneth Branagh, Stephen Evans i David Parfitt                                               |
| 1994 | Alguna cosa per recordar     | Nora Ephron                     | Gary Foster                                                                                  |
| 1994 | Strictly Ballroom            | Baz Luhrmann                    | Antoinette Albert i Tristram Miall                                                           |
| 1995 | The Lion King                | Roger Allers i Rob Minkoff      | Don Hahn                                                                                     |
| 1995 | Les aventures de Priscilla   | Stephan Elliott                 | Al Clark i Michael Hamlyn                                                                    |
| 1995 | Ed Wood                      | Tim Burton                      | Tim Burton i Denise Di Novi                                                                  |
| 1995 | Quatre bodes i un funeral    | Mike Newell                     | Duncan Kenworthy                                                                             |
| 1995 | Prêt-à-Porter                | Robert Altman                   | Robert Altman i Scott Bushnell                                                               |
| 1996 | Babe                         | Chris Noonan                    | Catherine Barber, Philip Hearnshaw, Bill Miller, George Miller, Doug Mitchell i Daphne Paris |
| 1996 | The American President       | Rob Reiner                      | Barbara Maltby, Charles Newirth, Rob Reiner i Jeffrey Stott                                  |
| 1996 | Get Shorty                   | Barry Sonnenfeld                | Danny DeVito, Michael Shamberg i Stacey Sher                                                 |
| 1996 | Sabrina                      | Sydney Pollack                  | Sydney Pollack i Scott Rudin                                                                 |
| 1996 | Toy Story                    | John Lasseter                   | Bonnie Arnold i Ralph Guggenheim                                                             |
| 1997 | Evita                        | Alan Parker                     | Alan Parker i Robert Stigwood                                                                |
| 1997 | The Birdcage                 | Mike Nichols                    | Marcello Danon, Michele Imperato, Neal Machlis i Mike Nichols                                |
| 1997 | Everyone Says I Love You     | Woody Allen                     | Robert Greenhut                                                                              |
| 1997 | Fargo                        | Joel Coen                       | Ethan Coen                                                                                   |
| 1997 | Jerry Maguire                | Cameron Crowe                   | James L. Brooks, Cameron Crowe, Laurence Mark i Richard Sakai                                |
| 1998 | Millor, impossible           | James L. Brooks                 | Laura Ziskin                                                                                 |
| 1998 | The Full Monty               | Peter Cattaneo                  | Uberto Pasolini                                                                              |
| 1998 | Men in Black                 | Barry Sonnenfeld                | Laurie MacDonald, Walter F. Parkes i Steven Spielberg                                        |
| 1998 | La boda del meu millor amic  | P.J. Hogan                      |                                                                                              |
| 1998 | La cortina de fum            | Barry Levinson                  | Barry Levinson i Robert De Niro                                                              |
| 1999 | Shakespeare in Love          | John Madden                     | Donna Gigliotti, Marc Norman, David Parfitt, Harvey Weinstein i Edward Zwick                 |
| 1999 | Bulworth                     | Warren Beatty                   | Warren Beatty i Pieter Jan Brugge                                                            |
| 1999 | The Mask of Zorro            | Martin Campbell                 | Doug Claybourne i David Foster                                                               |
| 1999 | Patch Adams                  | Tom Shadyac                     | Mike Farrell, Barry Kemp, Marvin Minoff i Charles Newirth                                    |
| 1999 | Still Crazy                  | Brian Gibson                    | Amanda Marmot                                                                                |
| 1999 | There's Something About Mary | Bobby Farrelly i Peter Farrelly | Bobby Farrelly i Peter Farrelly                                                              |

## Dècada de 2000
| Any  | Pel·lícula                                                                          | Director/s                      | Productor/s                                                                                    |
| ---- | ----------------------------------------------------------------------------------- | ------------------------------- | ---------------------------------------------------------------------------------------------- |
| 2000 | Toy Story 2                                                                         | John Lasseter                   | Karen Robert Jackson i Helene Plotkin                                                          |
| 2000 | Una teràpia perillosa                                                               | Harold Ramis                    | Jane Rosenthal i Paula Weinstein                                                               |
| 2000 | Being John Malkovich                                                                | Spike Jonze                     | Steve Golin, Vincent Landay, Sandy Stern i Michael Stipe                                       |
| 2000 | Man on the Moon                                                                     | Milos Forman                    | Danny DeVito                                                                                   |
| 2000 | Notting Hill                                                                        | Roger Michell                   | Duncan Kenworthy                                                                               |
| 2001 | Gairebé famosos                                                                     | Cameron Crowe                   | Ian Bryce i Cameron Crowe                                                                      |
| 2001 | Best in Show                                                                        | Christopher Guest               | Gordon Mark i Karen Murphy                                                                     |
| 2001 | Chicken Run                                                                         | Peter Lord i Nick Park          | Peter Lord, Nick Park i David Sproxton                                                         |
| 2001 | Xocolata                                                                            | Lasse Hallström                 | Harvey Weinstein                                                                               |
| 2001 | O Brother, Where Art Thou?                                                          | Joel Coen                       | Tim Bevan, Ethan Coen i Eric Fellner                                                           |
| 2002 | Moulin Rouge!                                                                       | Baz Luhrmann                    | Fred Baron, Martin Brown i Baz Luhrmann                                                        |
| 2002 | Bridget Jones's Diary                                                               | Sharon Maguire                  | Tim Bevan, Jonathan Cavendish i Eric Fellner                                                   |
| 2002 | Gosford Park                                                                        | Robert Altman                   | Robert Altman, Bob Balaban i David Levy                                                        |
| 2002 | Legally Blonde                                                                      | Robert Luketic                  | Ric Kidney i Marc E. Platt                                                                     |
| 2002 | Shrek                                                                               | Andrew Adamson i Vicky Jenson   | Jeffrey Katzenberg, Aron Warner i John H. Williams                                             |
| 2003 | Chicago                                                                             | Rob Marshall                    | Meryl Poster, Martin Richards, Bob Weinstein, Harvey Weinstein i Craig Zadan                   |
| 2003 | Un nen gran                                                                         | Chris Weitz i Paul Weitz        | Tim Bevan, Robert De Niro, Brad Epstein, Eric Fellner i Jane Rosenthal                         |
| 2003 | Adaptation: el lladre d'orquídies                                                   | Spike Jonze                     | Jonathan Demme, Vincent Landay i Edward Saxon                                                  |
| 2003 | My Big Fat Greek Wedding                                                            | Joel Zwick                      | Gary Goetzman, Tom Hanks i Rita Wilson                                                         |
| 2003 | Nicholas Nickleby                                                                   | Douglas McGrath                 | Simon Channing-Williams, John Hart i Jeffrey Sharp                                             |
| 2004 | Lost in Translation                                                                 | Sofia Coppola                   | Sofia Coppola i Ross Katz                                                                      |
| 2004 | Bend It Like Beckham                                                                | Gurinder Chadha                 | Gurinder Chadha i Deepak Nayar                                                                 |
| 2004 | Big Fish                                                                            | Tim Burton                      | Bruce Cohen, Dan Jinks i Richard D. Zanuck                                                     |
| 2004 | Buscant en Nemo                                                                     | Andrew Stanton                  | Graham Walters                                                                                 |
| 2004 | Love Actually                                                                       | Richard Curtis                  | Tim Bevan, Eric Fellner i Duncan Kenworthy                                                     |
| 2005 | Entre copes                                                                         | Alexander Payne                 | Michael London                                                                                 |
| 2005 | Eternal Sunshine of the Spotless Mind                                               | Michel Gondry                   | Anthony Bregman i Steve Golin                                                                  |
| 2005 | Els increïbles                                                                      | Brad Bird                       | John Walker                                                                                    |
| 2005 | The Phantom of the Opera                                                            | Joel Schumacher                 | Andrew Lloyd Webber                                                                            |
| 2005 | Ray                                                                                 | Taylor Hackford                 | Howard Baldwin, Karen Baldwin, Stuart Benjamin i Taylor Hackford                               |
| 2006 | A la corda fluixa                                                                   | James Mangold                   | James Keach i Cathy Konrad                                                                     |
| 2006 | Mrs. Henderson Presents                                                             | Stephen Frears                  | Norma Heyman                                                                                   |
| 2006 | Pride & Prejudice                                                                   | Joe Wright                      | Tim Bevan, Eric Fellner i Paul Webster                                                         |
| 2006 | Els productors                                                                      | Susan Stroman                   | Mel Brooks                                                                                     |
| 2006 | Una història de Brooklyn                                                            | Noah Baumbach                   | Wes Anderson                                                                                   |
| 2007 | Dreamgirls                                                                          | Bill Condon                     | Laurence Mark                                                                                  |
| 2007 | Borat: Cultural Learnings of America for Make Benefit Glorious Nation of Kazakhstan | Larry Charles                   | Sacha Baron Cohen i Jay Roach                                                                  |
| 2007 | El diable es vesteix de Prada                                                       | David Frankel                   | Wendy Finerman i Karen Rosenfelt                                                               |
| 2007 | Petita Miss Sunshine                                                                | Jonathan Dayton & Valerie Faris | Albert Berger, David T. Friendly, Peter Saraf, Marc Turtletaub i Ron Yerxa                     |
| 2007 | Thank You for Smoking                                                               | Jason Reitman                   | Edward R. Pressman i David O. Sacks                                                            |
| 2008 | Sweeney Todd                                                                        | Tim Burton                      | John Logan, Laurie MacDonald, Walter F. Parkes i Richard D. Zanuck                             |
| 2008 | Across the Universe                                                                 | Julie Taymor                    | Charles Newirth, Jennifer Todd i Suzanne Todd                                                  |
| 2008 | La guerra d'en Charlie Wilson                                                       | Mike Nichols                    | Tom Hanks                                                                                      |
| 2008 | Hairspray                                                                           | Adam Shankman                   | Toby Emmerich, Neil Meron, Marc Shaiman, Adam Shankman, Bob Shaye, Scott Wittman i Craig Zadan |
| 2008 | Juno                                                                                | Jason Reitman                   | Lianne Halfon, John Malkovich, Mason Novick i Russell Smith                                    |
| 2009 | Vicky Cristina Barcelona                                                            | Woody Allen                     | Letty Aronson, Jaume Roures, Stephen Tenenbaum i Gareth Wiley                                  |
| 2009 | Cremeu-ho després de llegir-ho                                                      | Ethan Coen i Joel Coen          | Ethan Coen i Joel Coen                                                                         |
| 2009 | Happy: un conte sobre la felicitat                                                  | Mike Leigh                      | Simon Channing-Williams                                                                        |
| 2009 | Amagats a Bruges                                                                    | Martin McDonagh                 | Graham Broadbent i Peter Czernin                                                               |
| 2009 | Mamma Mia!                                                                          | Phyllida Lloyd                  | Benny Andersson, Judy Craymer, Tom Hanks, Phyllida Lloyd, Björn Ulvaeus i Rita Wilson          |

## Dècada de 2010
| Any  | Pel·lícula                     | Director/s                       | Productor/s |
| ---- | ------------------------------ | -------------------------------- | --- |
| 2010 | The Hangover                   | Todd Phillips                    | Daniel Goldberg i Todd Phillips                                                                                      |
| 2010 | (500) Days of Summer           | Marc Webb                        | Mason Novick, Jessica Tuchinsky, Mark Waters i Steven J. Wolfe                                                       |
| 2010 | It's Complicated               | Nancy Meyers                     | Nancy Meyers i Scott Rudin                                                                                           |
| 2010 | Julie i Julia                  | Nora Ephron                      | Nora Ephron, Laurence Mark, Amy Robinson i Eric Steel                                                                |
| 2010 | Nine                           | Rob Marshall                     | John DeLuca, Rob Marshall, Marc Platt, Harvey Weinstein i Maury Yeston                                               |
| 2011 | The Kids Are All Right         | Lisa Cholodenko                  | Jeff Levy-Hinte, Gary Gilbert, Jordan Horowitz, Celine Rattray, Daniela Taplin Lundberg i Philippe Hellmann          |
| 2011 | Alice in Wonderland            | Tim Burton                       | Richard D. Zanuck, Joe Roth, Suzanne Todd i Jennifer Todd                                                            |
| 2011 | Burlesque                      | Steven Antin                     | Donald De Line |
| 2011 | Red                            | Robert Schwentke                 | Lorenzo di Bonaventura i Mark Vahradian                                                                              |
| 2011 | The Tourist                    | Florian Henckel von Donnersmarck | Graham King, Tim Headington, Roger Birnbaum, Gary Barber i Jonathan Glickman                                         |
| 2012 | The Artist                     | Michel Hazanavicius              | Thomas Langmann |
| 2012 | 50/50                          | Jonathan Levine                  | Evan Goldberg, Ben Karlin i Seth Rogen                                                                               |
| 2012 | Bridesmaids                    | Paul Feig                        | Judd Apatow, Barry Mendel i Clayton Townsend                                                                         |
| 2012 | Midnight in Paris              | Woody Allen                      | Letty Aronson, Jaume Roures i Stephen Tenenbaum                                                                      |
| 2012 | My Week with Marilyn           | Simon Curtis                     | David Parfitt i Harvey Weinstein                                                                                     |
| 2013 | Les Misérables                 | Tom Hooper                       | Tim Bevan, Eric Fellner, Debra Hayward i Cameron Mackintosh                                                          |
| 2013 | The Best Exotic Marigold Hotel | John Madden                      | Graham Broadbent i Peter Czernin                                                                                     |
| 2013 | Moonrise Kingdom               | Wes Anderson                     | Jeremy Dawson, Scott Rudin, Wes Anderson i Steven M. Rales                                                           |
| 2013 | Salmon Fishing in the Yemen    | Lasse Hallström                  | Paul Webster |
| 2013 | Silver Linings Playbook        | David O. Russell                 | Bruce Cohen i Donna Gigliotti                                                                                        |
| 2014 | American Hustle                | David O. Russell                 | Charles Roven, Megan Ellison, Richard Suckle i Jonathan Gordon                                                       |
| 2014 | Her                            | Spike Jonze                      | Megan Ellison, Spike Jonze i Vincent Landay                                                                          |
| 2014 | Inside Llewyn Davis            | Joel i Ethan Coen                | Scott Rudin, Joel Coen i Ethan Coen                                                                                  |
| 2014 | Nebraska                       | Alexander Payne                  | Albert Berger i Ron Yerxa                                                                                            |
| 2014 | The Wolf of Wall Street        | Martin Scorsese                  | Martin Scorsese, Leonardo DiCaprio, Riza Aziz, Emma Tillinger Koskoff i Joey McFarland                               |
| 2015 | The Grand Budapest Hotel       | Wes Anderson                     | Wes Anderson, Jeremy Dawson, Steven M. Rales i Scott Rudin                                                           |
| 2015 | Birdman                        | Alejandro González Iñárritu      | Alejandro González Iñárritu, John Lesher, Arnon Milchan i James W. Skotchdopole                                      |
| 2015 | Into the Woods                 | Rob Marshall                     | Rob Marshall, John DeLuca, Marc Platt i Callum McDougall                                                             |
| 2015 | Pride                          | Matthew Warchus                  | David Livingstone |
| 2015 | St. Vincent                    | Theodore Melfi                   | Fred Roos, Jenno Topping, Peter Chernin i Theodore Melf                                                              |
| 2016 | The Martian                    | Ridley Scott                     | Simon Kinberg, Ridley Scott, Michael Schaefer i Mark Huffam                                                          |
| 2016 | The Big Short                  | Adam McKay                       | Brad Pitt, Dede Gardner i Jeremy Kleiner                                                                             |
| 2016 | Joy                            | David O. Russell                 | John Davis, Megan Ellison, Jonathan Gordon, Ken Mok i David O. Russell                                               |
| 2016 | Spy                            | Paul Feig                        | Peter Chernin, Jenno Topping, Paul Feig i Jessie Henderson                                                           |
| 2016 | Trainwreck                     | Judd Apatow                      | Judd Apatow i Barry Mendel                                                                                           |
| 2017 | La La Land                     | Damien Chazelle                  | Fred Berger, Gary Gilbert, Jordan Horowitz i Marc Platt                                                              |
| 2017 | 20th Century Women             | Mike Mills                       | Anne Carey, Megan Ellison i Youree Henley                                                                            |
| 2017 | Deadpool                       | Tim Miller                       | Simon Kinberg, Ryan Reynolds i Lauren Shuler Donner                                                                  |
| 2017 | Florence Foster Jenkins        | Stephen Frears                   | Michael Kuhn i Tracey Seawar                                                                                         |
| 2017 | Sing Street                    | John Carney                      | Anthony Bregman, John Carney, Kevin Scott Frakes, Christian Grass, Martina Niland, Raj Brinder Singh i Paul Trijbits |
| 2017 | Lady Bird                      | Greta Gerwig                     | Scott Rudin, Evelyn O'Neil i Eli Bush                                                                                |
| 2017 | The Disaster Artist            | James Franco                     | James Franco, Vince Jolivette, Seth Rogen, Evan Goldberg i James Weaver                                              |
| 2017 | 'Get Out                       | Jordan Peele                     | Jordan Peele, Jason Blum, Sean McKittrick i Edward H. Hamm Jr.                                                       |
| 2017 | The Greatest Showman           | Michael Gracey                   | Laurence Mark, Peter Chernin i Jenno Topping                                                                         |
| 2017 | I, Tonya                       | Craig Gillespie                  | Margot Robbie, Tom Ackerley, Steven Rogers i Bryan Unkeless                                                          |
| 2018 | Green book                     | Peter Farrelly                   | Jim Burke, Charles B. Wessler, Brian Hayes Currie, Peter Farrelly i Nick Vallelonga                                  |
| 2018 | Crazy Rich Asians              | Jon M. Chu                       | Nina Jacobson, Brad Simpson i John Penotti                                                                           |
| 2018 | The Favourite                  | Yorgos Lanthimos                 | Ceci Dempsey, Ed Guiney, Lee Magiday i Yorgos Lanthimos                                                              |
| 2018 | Mary Poppins Returns           | Rob Marshall                     | Rob Marshall, John DeLuca i Marc Platt                                                                               |
| 2018 | Vice                           | Adam McKay                       | Brad Pitt, Dede Gardner, Jeremy Kleiner, Will Ferrell, Adam McKay i Kevin Messick                                    |
| 2019 | Once Upon a Time in Hollywood  | Quentin Tarantino                | David Heyman, Shannon McIntosh i Quentin Tarantino                                                                   |
| 2019 | Dolemite Is My Name            | Craig Brewer                     | Eddie Murphy, John Davis i John Fox                                                                                  |
| 2019 | Jojo Rabbit                    | Taika Waititi                    | Carthew Neal, Taika Waititi i Chelsea Winstanley                                                                     |
| 2019 | Knives Out                     | Rian Johnson                     | Ram Bergman i Rian Johnson                                                                                           |
| 2019 | Rocketman                      | Dexter Fletcher                  | Adam Bohling, David Furnish, David Reid i Matthew Vaughn                                                             |

## Dècada de 2020
| Any  | Pel·lícula | Director/s                     | Productor/s |
| ---- | --- | ------------------------------ | --- |
| 2020 | Borat Subsequent Moviefilm: Delivery of Prodigious Bribe to American Regime for Make Benefit Once Glorious Nation of Kazakhstan | Jason Woliner                  | Sacha Baron Cohen, Monica Levinson i Anthony Hines                                                                                    |
| 2020 | Hamilton | Thomas Kail                    | Thomas Kail, Lin-Manuel Miranda i Jeffrey Seller                                                                                      |
| 2020 | Music | Sia                            | Sia i Vincent Landay |
| 2020 | Palm Springs | Max Barbakow                   | Chris Parker, Andy Samberg, Akiva Schaffer, Dylan Sellers, Becky Sloviter i Jorma Taccone                                             |
| 2020 | The Prom | Ryan Murphy                    | Ryan Murphy, Alexis Martin Woodall, Adam Anders, Dori Berenstein i Bill Damaschke                                                     |
| 2021 | West Side Story | Steven Spielberg               | Steven Spielberg, Kristie Macosko Krieger i Kevin McCollum                                                                            |
| 2021 | Cyrano | Joe Wright                     | Tim Bevan, Eric Fellner i Guy Heeley                                                                                                  |
| 2021 | Don't Look Up | Adam McKay                     | Adam McKay i Kevin Messick |
| 2021 | Licorice Pizza | Paul Thomas Anderson           | Sara Murphy, Adam Somner, Paul Thomas Anderson                                                                                        |
| 2021 | tick, tick... BOOM! | Lin-Manuel Miranda             | Brian Grazer, Ron Howard, Julie Oh i Lin-Manuel Miranda                                                                               |
| 2022 | The Banshees of Inisherin | Martin McDonagh                | Graham Broadbent, Peter Czernin] i Martin McDonagh                                                                                    |
| 2022 | Babylon | Damien Chazelle                | Marc Platt, Matthew Plouffe i Olivia Hamilton                                                                                         |
| 2022 | Everything Everywhere All at Once                                                                                               | Daniel Kwan i Daniel Scheinert | Anthony Russo, Joe Russo, Mike Larocca, Daniel Kwan, Daniel Scheinert, i Jonathan Wang                                                |
| 2022 | Glass Onion: A Knives Out Mystery                                                                                               | Rian Johnson                   | Ram Bergman i Rian Johnson |
| 2022 | Triangle of Sadness | Ruben Östlund                  | Erik Hemmendorff i Philippe Bober |
| 2023 | Poor things | Yorgos Lanthimos               | Emma Stone, Ed Guiney, Yorgos Lanthimos i Andrew Lowe                                                                                 |
| 2023 | Air | Ben Affleck                    | David Ellison, Jesse Sisgold, Jon Weinbach, Ben Affleck, Matt Damon, Madison Ainley, Jeff Robinov, Peter Guber i Jason Michael Berman |
| 2023 | American Fiction | Cord Jefferson                 | Ben LeClair, Nikos Karamigios, Cord Jefferson i Jermaine Johnson                                                                      |
| 2023 | Barbie | Greta Gerwig                   | Margot Robbie, Robbie Brenner, Tom Ackerley i David Heyman                                                                            |
| 2023 | The Holdovers | Alexander Payne                | Mark Johnson, Bill Block i David Hemingson                                                                                            |
| 2023 | May December | Todd Haynes                    | Natalie Portman, Sophie Mas, Christine Vachon, Pamela Koffler, Grant S. Johnson, Tyler W. Konney, Jessica Elbaum i Will Ferrell       |
| 2024 | Emilia Pérez | Jacques Audiard                | Jacques Audiard, Pascal Caucheteux, Valérie Schermann & Anthony Vaccarello                                                            |
| 2024 | A Real Pain | Jesse Eisenberg                | Ewa Peszczyńska, Jennifer Semler, Jesse Eisenberg, Emma Stone, Ali Herting & Dave McCary                                              |
| 2024 | Anora | Sean Baker                     | Alex Coco, Samantha Quan & Sean Baker                                                                                                 |
| 2024 | Challengers | Luca Guadagnino                | Amy Pascal, Luca Guadagnino, Zendaya & Rachel O’Connor                                                                                |
| 2024 | The Substance | Carolie Fargeat                | Carolie Fargeat, Tim Bevan & Eric Fellner                                                                                             |
| 2024 | Wicked | Jon M. Chu                     | Marc Platt & David Stone |